# 캘리포니아비치
캘리포니아비치(Califonia beach)는 대한민국 경상북도 경주시 천군동에 위치한 워터파크로, 기존의 물놀이장을 리뉴얼하여 2008년에 개장했다.

## 특징
경주월드 리조트 내에 속한 워터파크이며, 대한민국 유일의 듀얼 워터파크이다. 야외 워터파크만 있으므로, 여름에만 한정 운영된다. 워터파크 이름 그대로 캘리포니아비치를 재현한 곳이다. 인근에 있는 블루원 리조트에 속한 블루원워터파크와는 약 1.8km 떨어져 있다.

## 놀이 시설

### 어드벤처
- 웨이브 캐년
- 산타모니카 비치
- 페블 비치
- 스플래쉬 어드벤쳐
- 레저풀

### 익스트림
- 섬머린 스플레쉬
- 더블 익스트림
- 엑스
- 와이프아웃
- 터보 트위스트
- 트리플타운 1, 2, 3

### 웰빙풀
- 팜스프링
- 스웨트 사우나
- 노천스파